# Tychicus longipes
Tychicus longipes är en spindelart som först beskrevs av Charles Athanase Walckenaer 1837.  Tychicus longipes ingår i släktet Tychicus och familjen jättekrabbspindlar. Inga underarter finns listade i Catalogue of Life.